# Póquer Pai gow
El póquer pai gow (también conocido como póquer de doble mano) es una variante del pai gow que se juega con naipes franceses en lugar de dominós chinos. El juego de póquer pai gow fue creado en 1985 en Estados Unidos por Sam Torosian, propietario del Bell Card Club.
El juego se juega con una baraja estándar de 52 cartas, más un único comodín. Se juega en una mesa preparada para seis jugadores, más el crupier. Cada jugador intenta vencer al banquero (que puede ser el crupier del casino, uno de los otros jugadores en la mesa, o un jugador actuando en conjunto con el crupier como co-banquero).

## Condición de victoria
El objetivo del póquer pai gow es crear una mano de póquer de cinco cartas y una mano de póquer de dos cartas a partir de siete cartas que superen ambas manos del banquero. La clasificación de la mano de cinco cartas debe superar la de la mano de dos cartas, y por esta razón, la mano de dos cartas a menudo se denomina la mano «pequeña», «menor», «baja» o «segunda más alta», mientras que la mano de cinco cartas es «alta» o «grande». La mano de dos cartas también se coloca físicamente delante de la mano de cinco cartas, lo que lleva a los términos respectivos de mano «delantera» (o «superior») y mano «trasera» (o «inferior»).

## Reparto
Las cartas se barajan y luego se reparten en la mesa en siete montones boca abajo de siete cartas por montón. Cuatro cartas no se utilizan, independientemente del número de jugadores.
Las posiciones de apuesta se asignan un número del 1 al 7, comenzando con el jugador que actúa como banquero en esa mano, y contando en sentido contrario a las agujas del reloj alrededor de la mesa. Se elige aleatoriamente un número del 1 al 7 (ya sea electrónicamente o manualmente con dados), y luego el reparto comienza con la posición correspondiente y procede en sentido contrario al reloj. Una forma común de usar dados para determinar el número inicial del crupier es lanzar tres dados de seis caras y luego contar los puestos de apuesta en el sentido de las agujas del reloj desde la primera posición hasta que se alcance el número en los dados.
Si un jugador no está sentado en un lugar particular, la mano aún se asigna, pero luego se coloca en la pila de descarte con las cuatro cartas no utilizadas. En algunos casinos, como el Golden Nugget y Palms en Las Vegas, Nevada, se reparte una mano adicional de «dragón» si un asiento está vacío. Después de que todos los jugadores hayan establecido su mano original, se les pregunta por turnos si desean realizar otra apuesta para jugar la mano de dragón. Generalmente, la apuesta en la mano de dragón puede ser el mínimo de la mesa hasta la cantidad que el jugador apostó en su mano original. El primer jugador que acepte la mano de dragón la recibe; este jugador está efectivamente jugando dos manos separadas. Las reglas varían de un casino a otro, pero generalmente el crupier da la vuelta a la mano de dragón y la establece usando la forma de la casa. Esto se debe a que el jugador ya ha visto las siete cartas de su mano original, lo que podría afectar la forma en que establecería la mano de dragón.

## Clasificación de manos
Las únicas manos de dos cartas son una pareja y cartas altas.
Una mano de 7 cartas peor que una pareja (es decir, sin color, sin escalera y sin pareja) se denomina pai gow.
Las manos de cinco cartas utilizan las clasificaciones estándar de manos de póquer con una excepción: en la mayoría de los casinos, la «rueda» (la mano A-2-3-4-5) es la segunda escalera más alta. En la mayoría de los casinos en California y Michigan, esta regla no se aplica, y A-2-3-4-5 es la escalera más baja posible.
El comodín actúa como un bug, es decir, en la mano de cinco cartas puede usarse para completar una escalera o un color si es posible; de lo contrario, es un as. En la mano de dos cartas, siempre actúa como un as, excepto en varios casinos del sur de California donde el comodín es comodín. Esto significa que la mano más alta posible es cinco ases, superando a los colores de escalera (incluyendo el color real).

## Cálculo de la victoria
Si cada una de las manos del jugador supera a las manos correspondientes del banquero, entonces gana la apuesta. Si solo una de sus manos supera al banquero, entonces empata (empuja), en cuyo caso ni él ni el banquero ganan la apuesta. Si ambas manos pierden contra el banquero, entonces pierde.
En cada mano, los empates favorecen al banquero (por ejemplo, si la mano de cinco cartas del jugador pierde contra el banquero y su mano de dos cartas empata con el banquero, el jugador pierde); esto le da al banquero una pequeña ventaja. Si el jugador comete un error en su mano, lo que significa que su mano de dos cartas supera a su mano de cinco cartas, o que hay un número incorrecto de cartas en cada mano, generalmente habrá una penalización: ya sea la reorganización de la mano según las reglas de la casa o, típicamente, la pérdida de la mano.
En los juegos con banca de casino, el banquero generalmente debe establecer su mano de una manera preespecificada, llamada la «forma de la casa», para que el crupier no tenga que implementar ninguna estrategia para vencer a los jugadores. Cuando un jugador es el banquero, puede establecer la mano como desee; sin embargo, los jugadores tienen la opción de «co-banquear» con la casa, y si se elige esta opción, la mano del jugador también debe establecerse según la forma de la casa.
Los casinos de California suelen cobrar una tarifa fija por mano (como 5 centavos o un dólar) para jugar, ganar o perder. Otros casinos toman una comisión del 5% de las ganancias, que suele conocerse como el rake.

## Variantes
Existen varias variantes del póquer pai gow que son populares en los casinos hoy en día. Estas variantes se formularon principalmente entre 2004 y 2009. Pai Gow Mania fue la primera variante creada, que permite dos apuestas secundarias en lugar de la tradicional apuesta secundaria por mano. Fortune Pai Gow es otra variante que permite a los jugadores hacer una apuesta secundaria en una mano de póquer con una clasificación de trío o mejor, una de las variantes más populares. Similar es Emperors Challenge, que también permite una apuesta secundaria en un pai gow de siete cartas (sin mano). Shuffle Master introdujo una variante del juego en 2006, agregando una apuesta secundaria de bote progresivo, llamada Progressive Fortune Pai Gow. Parte o todo el bote puede ganarse al realizar una apuesta secundaria y obtener una de las manos especificadas en la tabla de pagos; un color de escalera de siete cartas gana todo el bote.
Una variante popular que se ha extendido desde Las Vegas desde la década de 2010 es el póquer pai gow «cara arriba», en el que el crupier establece la mano sin ocultarla a los jugadores y antes de que los jugadores establezcan su mano. No hay banca de jugadores. No se cobran comisiones en esta variante. Para compensar la ventaja del jugador debido a las cartas visibles, cualquier pai gow con as alto del crupier resulta en un empate de mesa. Desde que apareció en Circus Circus Las Vegas en 2018, se estima que al menos el 82% de los juegos en Las Vegas se han convertido a cara arriba para 2022. Debido a que no hay comisiones ni deliberación de los jugadores, el juego es más rápido. Esta variante tiene una ventaja de la casa ligeramente menor, del 1,8%.

## Juego con ventaja
El juego con ventaja se refiere a métodos legales utilizados para obtener una ventaja mientras se juega. En el póquer pai gow, un jugador puede obtener una ventaja en ciertas circunstancias al actuar como banquero con la mayor frecuencia posible, aprovechándose de jugadores no capacitados mientras es banquero y de errores del crupier cuando no lo es.

## Historia
Sam Torosian, propietario del Bell Card Club en Los Ángeles, conceptualizó el juego de póquer pai gow en 1985. La idea del juego le vino a Torosian después de que un cliente filipino mayor le contara sobre el juego Pusoy. Él pensó que el juego de 13 cartas con jugadores organizando tres manos sería demasiado lento, pero una versión simplificada de dos manos con solo siete cartas sería más rápida y fácil de aprender para los jugadores. El juego rápidamente se volvió popular y para finales de la década de 1980 se jugaba en el Strip de Las Vegas, y eventualmente en todo el mundo. Torosian no logró patentar el juego que creó tras recibir consejos de un conocido autor de póquer, Mike Caro, y un abogado que consultó, ambos le dijeron que el juego no era patentable.